# San Martín del Rey Aurelio
San Martín del Rey Aurelio – gmina w Hiszpanii, w prowincji Asturia, w Asturii, o powierzchni 56,12 km². W 2011 roku gmina liczyła 17 953 mieszkańców.